# David August Martin
David August Martin (* 1764 in Hannover; † 4. April 1829) war hannoverscher Generalmajor, zuletzt Chef des 6. Infanterie-Regiments und Generaladjutant von Hannover. 
Er kam 1780 als Volontär in das Ingenieurkorps und wurde 1781 Fähnrich im 15. Infanterie-Regiment, das nach Ostindien verschifft wurde. Am 7. August 1784 wurde er zum Seconde-Lieutenant befördert und nach seiner Rückkehr am 11. März 1794 Hauptmann im 4. Infanterie-Regiment. Nach dem Einmarsch der Franzosen und der Konvention von Artlenburg im Jahr 1803 ging er zur King’s German Legion, wo er am 17. Januar 1805 Major im 1. Linien-Bataillon wurde. Am 26. Januar 1711 wurde er Oberstleutnant im 2. Linien-Bataillon und 1814 dann Oberst. Nach der Übernahme der Legion in die hannoversche Armee wurde er am 15. März 1817 Generalmajor. Er starb am 4. April 1829 als Chef des 6. Infanterie-Regiments und Generaladjutant von Hannover. 
Er war Träger des russischen St.-Wladimir-Ordens 4. Klasse und des Guelphen-Ordens 2. Klasse.